# Studii aromâne

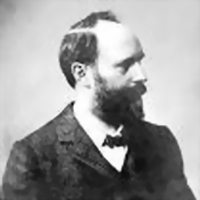
Gustav Weigand, autorul mai multor lucrări de cercetare timpurii despre aromâni

Studiile aromâne (în aromână Studii armãneshti) este o disciplină academică⁠(d) care se ocupă cu cercetarea limbii, literaturii, istoriei, culturii, portului și obiceiurilor aromânilor. Această disciplină este inclusă în studiile balcanistice⁠(d) și romanistice. Printre cercetătorii de seamă ai problematicii aromâne se numără Matilda Caragiu Marioțeanu, Thede Kahl și Gustav Weigand. Chestiunea aromână, termen folosit pentru divizarea trecută și actuală a identității etnice a aromânilor, a influențat în mod proeminent studiile aromâne.

## Descriere
Studiile aromâne sunt o ramură a studiilor balcanistice⁠(d) (denumite și „balcanistică”). Începutul secolului al XXI-lea a cunoscut o creștere a interesului specialiștilor în balcanistică asupra micilor comunități minoritare autohtone din Balcani, inclusiv asupra aromânilor. Cercetarea aromânilor face, de asemenea, obiectul studiilor romanistice.
Naționalismele și chestiunea aromână s-au dovedit a fi obstacole dificile pentru progresul studiilor aromâne, întrucât probleme precum considerarea aromânilor ca un grup etnic separat independent sau ca un subgrup al grecilor sau al românilor rămân controversate.
Una dintre lucrările importante în domeniul studiilor aromâne este Aromanski studii: prilozi kon balkanistikata (în macedoneană Аромански студии: прилози кон балканистиката, în aromână Studii armãneashti, în traducere „Studii aromâne: contribuții la studiile balcanice”) al profesorului Božidar Nastev⁠(d) de la Universitatea din Skopje.

## Instituții și reviste
În 1995, cu ajutorul Universității din Freiburg, profesorul aromân Vasile Barba⁠(d) a fondat Centrul European de Studii Aromâne (în aromână Tsentrul European ti Studii Armãneshti, în germană Europäisches Zentrum für Aromunische Studien) în orașul Freiburg im Breisgau din Germania. Revista academică aromână Zborlu a nostru („Cuvântul nostru”) este editată de Centrul European de Studii Aromâne.
Rivista di litiratură shi studii armãni este o revistă academică despre aromâni fondată la 1 aprilie 1994 de scriitorul aromân Tiberiu Cunia. A fost publicată semestrial de Editura Cartea Aromână („Aromanian Book Publishing House”) din Statele Unite ale Americii și de Fundația Cartea Aromână din România până în aprilie 2007, apărând într-un total de 33 de volume. Ea a fost scrisă exclusiv în limba aromână, într-un alfabet special destinat să devină scrierea standard a limbii aromâne. Revista a promovat scrierile în limba aromână, în special cele inedite, a publicat opere literare aromâne clasice sau recente și a inclus studii culturale și filologice despre aromâni, precum și informații etnografice și istorice despre acest grup etnic.

## Personalități
În anul 2013, etnologul și profesorul ceh Leoš Šatava⁠(d) s-a referit la lingvistul german Gustav Weigand drept „părintele fondator al studiilor aromâne”. Alți cercetători care au elaborat lucrări relevante în domeniul studiilor aromâne sunt lingvista aromână Matilda Caragiu Marioțeanu, etnograful și etnolingvul⁠(d) german Thede Kahl, istoricul și filologul aromân Nicolae Șerban Tanașoca, cercetătorul român Emil Țîrcomnicu și lingvistul aromân Božidar Nastev⁠(d).